# Peronosporidae
Peronosporidae – podklasa organizmów, która w klasyfikacji Cavallera-Smitha zaliczana jest do królestwa chromistów (Chromista).

## Systematyka i nazewnictwo
Według klasyfikacji Index Fungorum bazującej na Dictionary of the Fungi do podklasy Peronosporidae należą trzy rzędy:
- Peronosporales Bek. 1863 – wroślikowce
- Pontismatales Thines 2019
- Rhipidiales M.W. Dick 1984